# Manguier
 (janvier 2020).
Si vous disposez d'ouvrages ou d'articles de référence ou si vous connaissez des sites web de qualité traitant du thème abordé ici, merci de compléter l'article en donnant les références utiles à sa vérifiabilité et en les liant à la section « Notes et références ».
Mangifera indica
Espèce
Synonymes
- Mangifera austroyunnanensis Hu[1]

Statut de conservation UICN

 DD  : Données insuffisantes
Le Manguier (Mangifera indica L.) est un arbre de la famille des Anacardiaceae, originaire d'Asie méridionale, largement cultivé dans les pays tropicaux pour son fruit, la mangue.
C'est probablement, avec le palmier-dattier(qui n'est toutefois pas un arbre), l'un des arbres fruitiers les plus anciennement cultivés.

## Origine et distribution
Le Manguier est un arbre originaire de l'Inde orientale et de Birmanie. Il est cultivé en Inde depuis plus de 4 000 ans,. Il fut introduit au XVIe siècle en Afrique par les Arabes et au Brésil par les Portugais.
Il est largement cultivé dans tous les pays tropicaux à partir du XVIIe siècle, notamment en Afrique, aux Antilles et au Brésil.

## Habitat, écologie
Le Manguier s'accommode de tous les sols, mais préfère des sols profonds, limoneux et frais.
Il croît en zone tropicale, dans les régions comprises entre 0 et 700 m d'altitude. Au-delà, sa fructification tend à se réduire. Il craint les pluies au moment de la floraison, qui contrarient la fécondation. Une saison sèche de deux à trois mois favorise le départ de la floraison.

## Description botanique

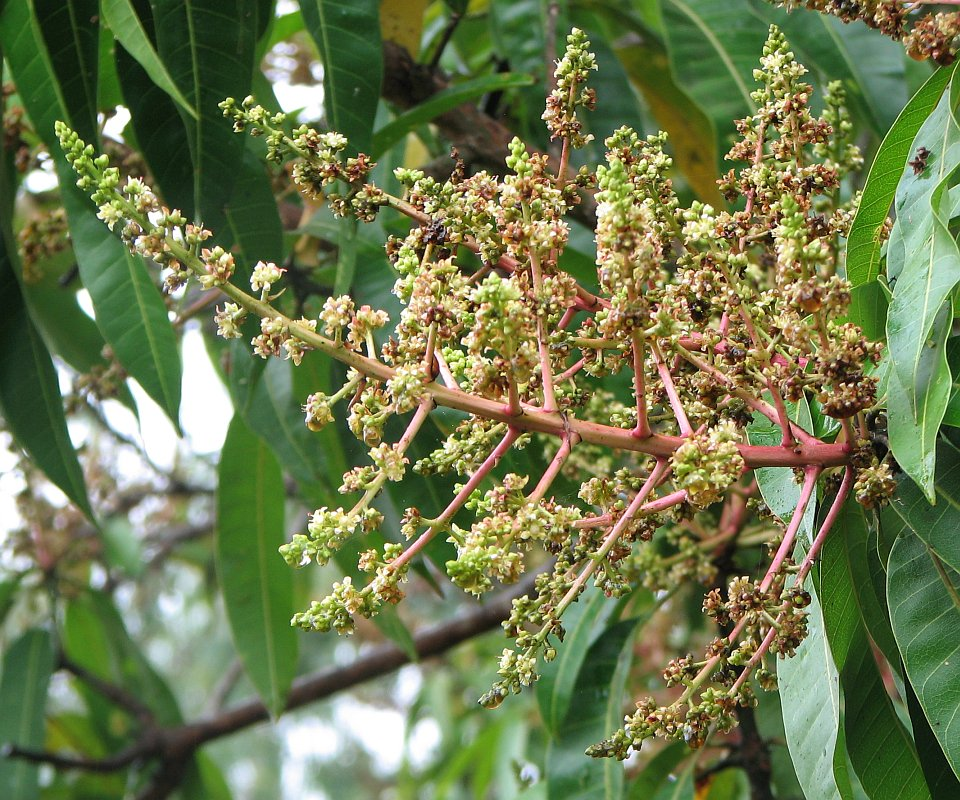
Chaque panicule de fleurs ne produit que 3 ou 4 mangues.

Le Manguier est un grand arbre qui peut atteindre 10 à 25 mètres de hauteur, avec un houppier de 20 mètres de diamètre. Son écorce est lisse, d'un gris-brun foncé à noir.
Ses feuilles alternes, entières, de forme oblongue et pointue, sont persistantes. Elles peuvent mesurer de 15 à 35 cm de long sur 6 à 16 cm de large. Lorsqu'on les froisse, elles exhalent une odeur de térébenthine. Leur couleur est d'un rose orangé au début de leur croissance puis passe par une teinte rouge foncé brillant avant de devenir vert foncé à maturité,

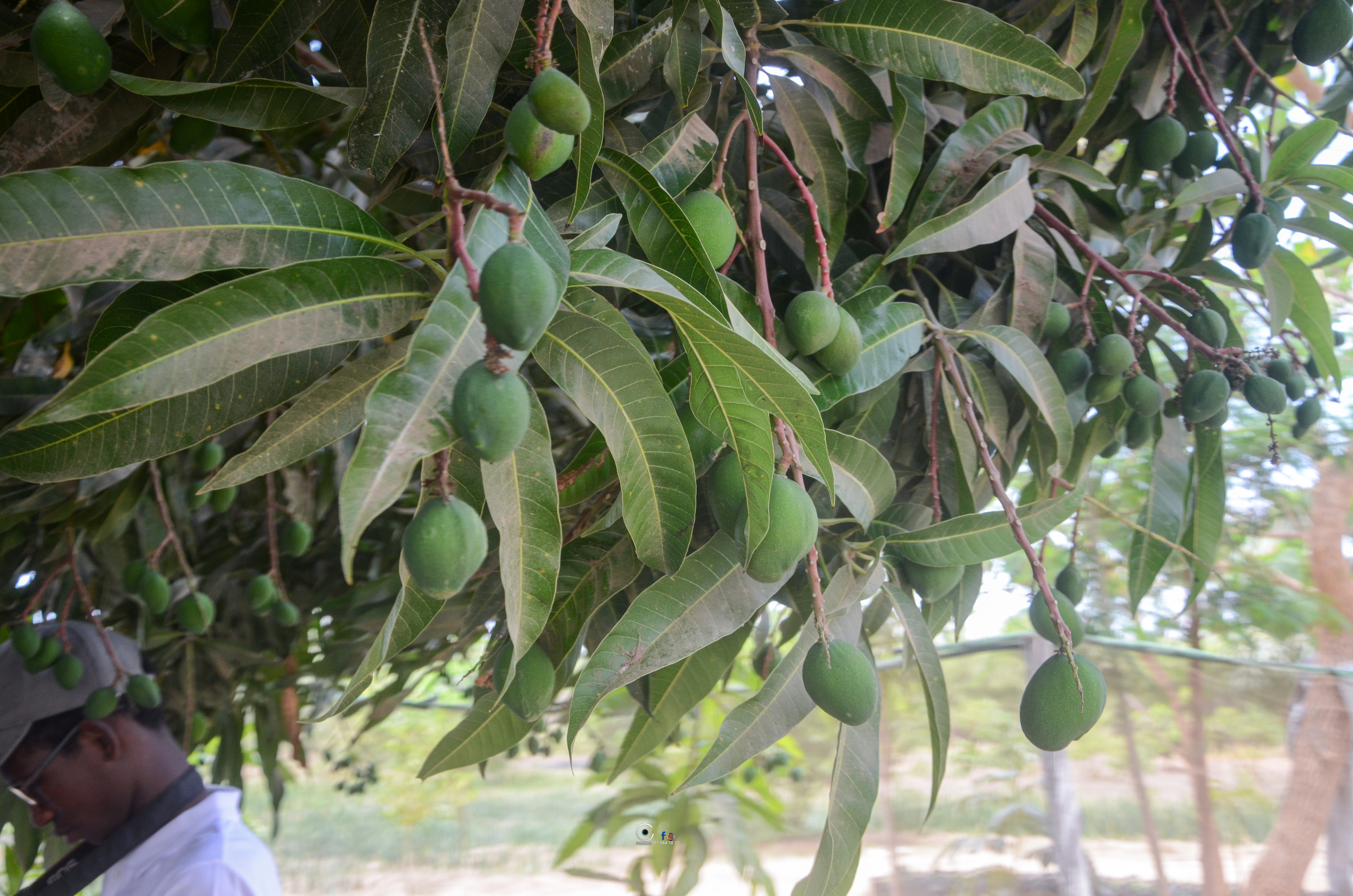
Champs de culture au Sénégal

Le Manguier est une plante monoïque portant des fleurs mâles et des fleurs hermaphrodites. Les fleurs sont pollinisables par le vent ou les abeilles mais la plante est le plus souvent auto-fertile. Les fleurs, blanc rougeâtre, sont petites et regroupées en grappes terminales de 20 à 50 cm de long. Elles comportent cinq pétales de 5 à 10 mm de long, cinq sépales et cinq étamines. L'ovaire supère contient un seul ovule. Vers le milieu du printemps, après la fin de la floraison, il faut de trois à quatre mois pour que les fruits arrivent à maturité.

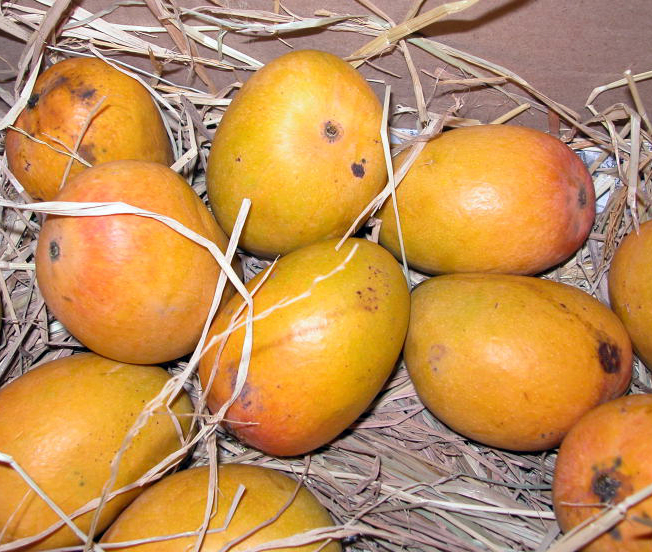
Cultivar ‘Alphonso’, mangues de Maharashtra, Inde.

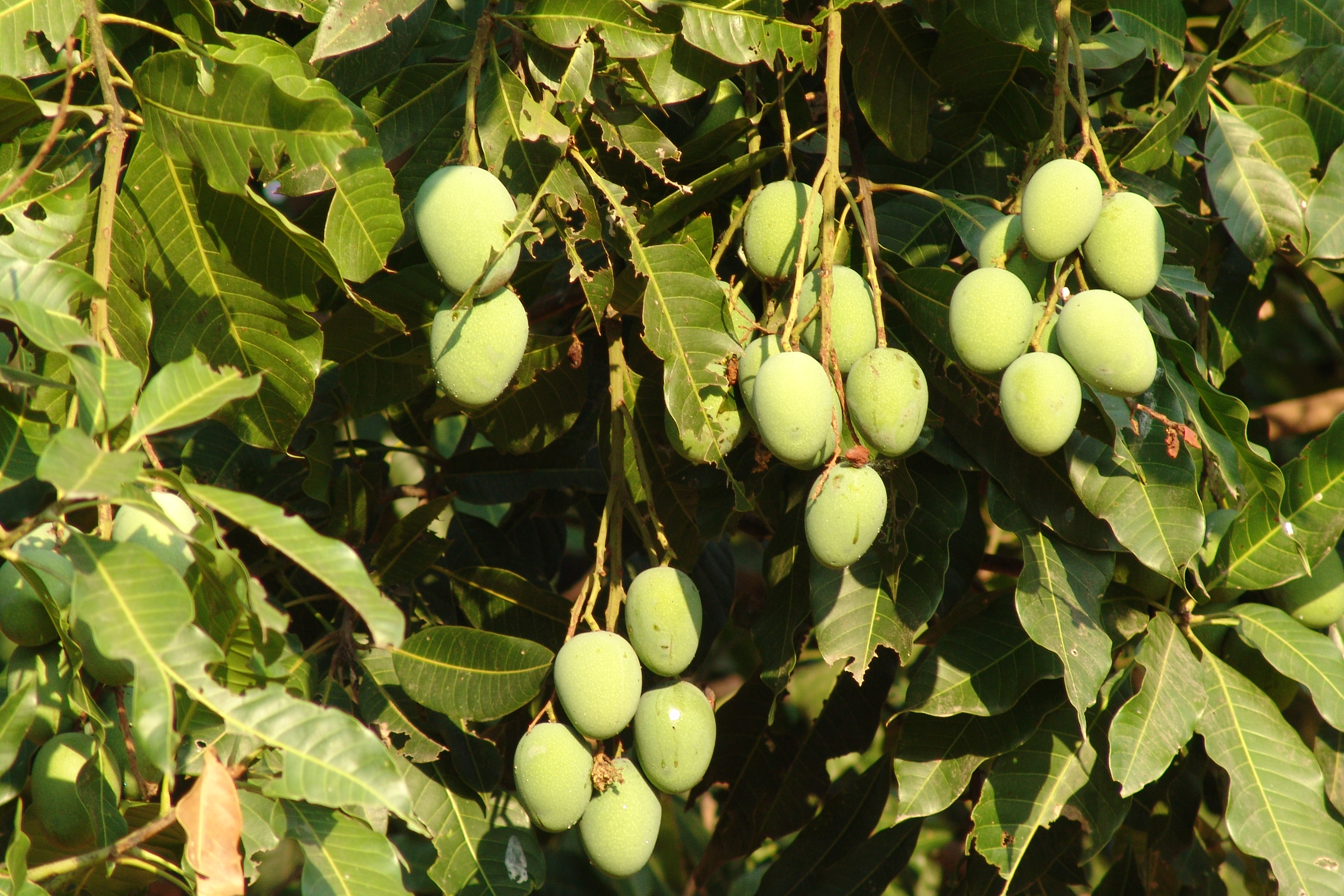
Fruits en cours de maturation.

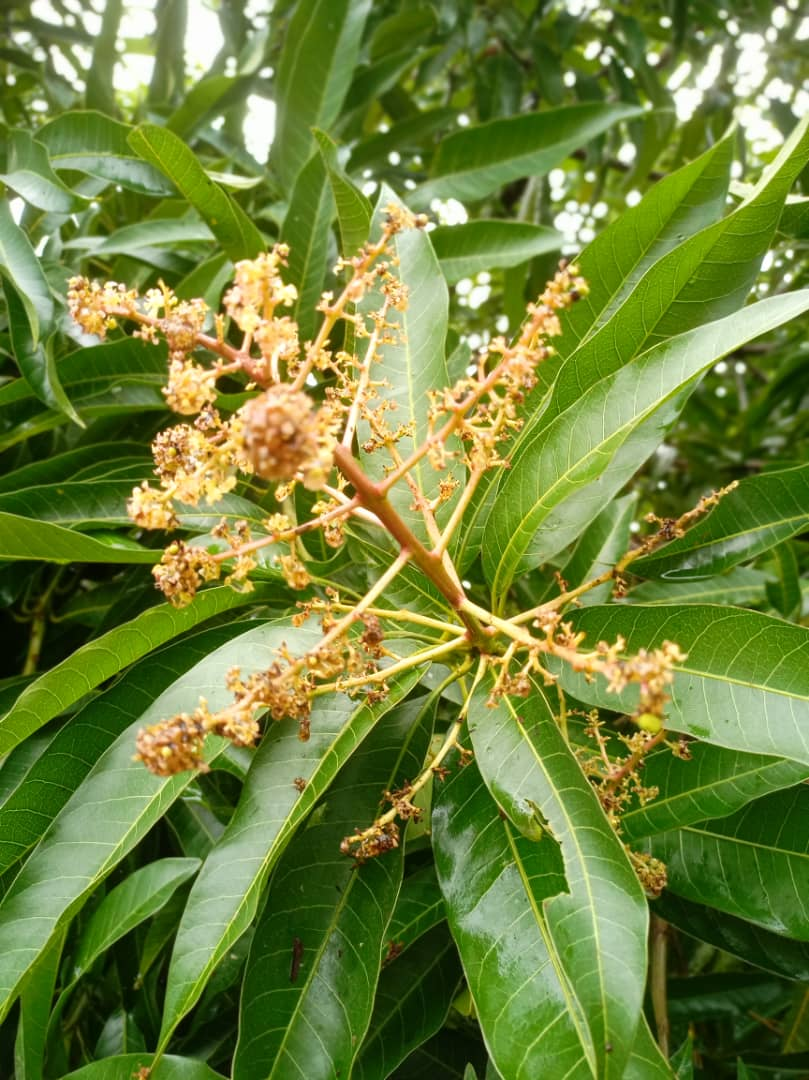
Inflorescences du Mangifera indica.

Le fruit charnu est une drupe de forme oblongue attachée à un long pédoncule, de taille variable selon les variétés, de 20 à 45 cm de long sur 7 à 12 cm de diamètre, de poids variant de 0,5 à 2,5 kg. La peau lisse et mince, assez résistante, est à maturité de couleur verte, jaune ou écarlate (selon les variétés) plus ou moins tachetée de vert et de rouge, de violet ou de rose (sur la face exposée au soleil). Le noyau, plutôt gros et aplati contient une graine unique de grande taille (4 à 7 cm de long sur 3 à 4 cm de large et 1 cm d'épaisseur) adhérant à la chair. Il est recouvert de fibres plus ou moins développées dans la chair selon les variétés. Sa forme peut être ronde, ovale ou réniforme. Sa chair plus ou moins onctueuse, juteuse, sucrée et parfumée selon les variétés, est souvent douce comme celle de la pêche d’où son surnom de « pêche des tropiques ».

## Culture

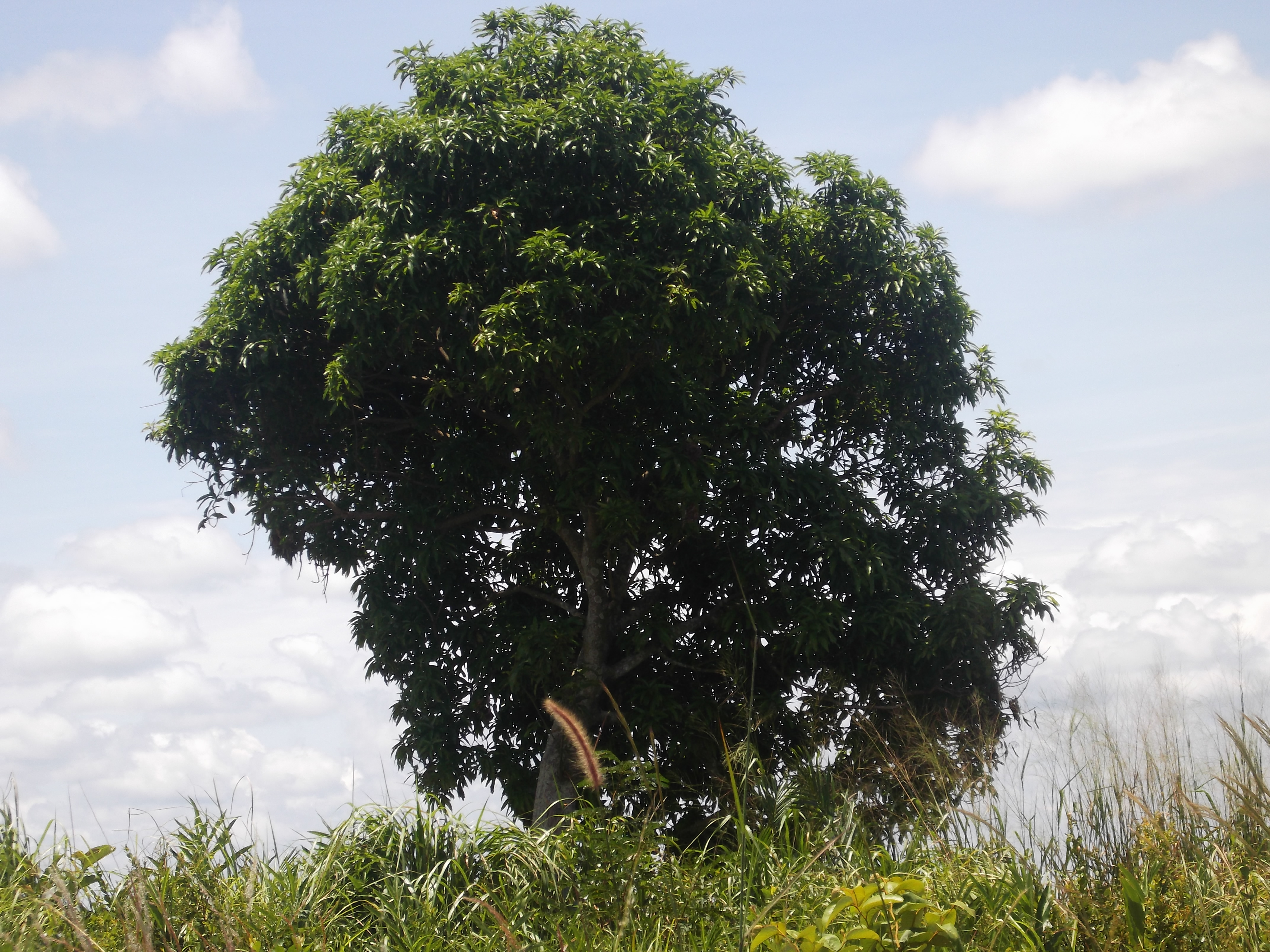
Exemple de Manguier à Kinshasa, République démocratique du Congo.

Le Manguier est souvent propagé par semis en raison de sa forte tendance à la polyembryonie qui facilite le clonage.
Les Manguiers de semis atteignent leur pleine production vers l'âge de 10 ans (contre 3 à 4 ans pour les arbres greffés) et peuvent produire de façon rentable (en moyenne une centaine par an) durant une bonne vingtaine d'années mais l'arbre peut vivre plus de 100 ans.

### Les grands systèmes de culture
Le Manguier est cultivé comme arbre isolé ou en vergers homogènes plus denses. En raison de son fort développement, il est rare que les densités de plantation soient supérieures à 200 pieds/ha. Seules les localisations subtropicales extrêmes[Quoi ?] autorisent 400 plants/ha.

### L'itinéraire technique et l'élaboration du rendement

#### La propagation des Manguiers
Les variétés mono-embryonnées ne peuvent être reproduites fidèlement que par greffage. Les variétés poly-embryonnées peuvent être reproduites par semis, mais une dérive du type est toujours possible. Le plant greffé est plus vigoureux et entre en production deux à trois ans plus tôt. Aussi ce mode de multiplication est recommandé.
Il n'existe que très peu de porte-greffes sélectionnés, généralement ils sont choisis parmi les variétés locales poly-embryonnées pour obtenir des plants homogènes, si possible peu vigoureux (Sabre en Afrique du Sud, Tête de chat en Côte d'Ivoire, Maison Rouge à La Réunion). La graine est mise en germoir puis repiquée dans un sac plastique contenant un mélange terreux riche et drainant. Le plant est greffé en fente de côté ou à l'anglaise. Sous les tropiques, les plants sont prêts en un an. La station CIRAD-FLHOR de Vieux-Habitants en Guadeloupe dispose, en zone saine, d'un important germplasme.

#### La plantation
Les densités de plantation varient en fonction du climat et de la vigueur de l'arbre : de 100 arbres/ha pour Kensington Pride, à 400 arbres/ha pour Keitt en passant par des valeurs intermédiaires de 220 arbres/ha pour Kent, Irwin, Palmer, Nam Doc Mai.
Le futur verger est aménagé pour obtenir une bonne évacuation de eaux de ruissellement (nivellement léger, ados, fossés de drainage). Un réseau de brise-vent est implanté si nécessaire. La structure du sol est améliorée avant plantation avec des outils à dents (si possible sur 0,8 à 1 m). Une fumure et des amendements sont apportés suivant les recommandations d'une analyse de sol.
Après piquetage, les jeunes scions sont plantés, en début de saison des pluies, dans des trous individuels préalablement creusés (0,6 m de côté), en veillant à positionner le collet au sommet de la butte de plantation. Une culture intercalaire peut être envisagée les premières années. Dès l'entrée en production, les impératifs du programme de traitements phytosanitaires rendent cette option difficile.

#### L'entretien
La taille de formation a pour objet d'obtenir la structuration de l'arbre en trois à cinq branches charpentières insérées à différents niveaux du tronc et régulièrement réparties. Ceci est obtenu en rabattant l'axe principal au niveau d'une unité de croissance vigoureuse en partie décapitée.
Les premières années de plantation, une fumure est régulièrement épandue sous la frondaison en quatre ou cinq apports sous forme d'engrais équilibré NPK. Avec l'entrée en fructification, la proportion de potasse est augmentée et celle de phosphore diminuée dans des proportions (N = 1 – P2O5 = 0,5 – K2O = 1,5). La quantité de fumure augmente progressivement chaque année pour atteindre un niveau de 200 kg de N par ha à dix ans. Sur un verger adulte, elle est épandue en trois fois : après la récolte, avant la floraison, au début du grossissement du fruit (jamais en fin).
Les Manguiers sont souvent cultivés en sec. L'irrigation, utilisée dans certaines zones sèches de culture plus intensive, est souvent à l'origine d'une augmentation sensible des rendements. Dans la pratique, il convient de maintenir un stress hydrique de deux à trois mois avant la floraison. Les apports d'eau ne reprennent, si nécessaire, qu'en fin de floraison et jusqu'au début de la récolte. Pour un verger adulte désherbé, les apports se font à un niveau variant entre 0,5 et 0,6 ETP.
Le verger peut être enherbé ou désherbé chimiquement dans les situations les plus sèches. En Asie tropicale, l'induction florale artificielle est obtenue par des pulvérisations foliaires de nitrate de potasse (2 à 4 %) sur rameaux matures en repos végétatif.

#### La germination
Pour réussir un semis de Manguier chez soi, il faut se munir d’un petit sac hermétique et d’eau. La germination d’un manguier est très simple, il suffit d’acheter des mangues biologiques (car les pesticides réduisent la capacité de germination). Ensuite prenez les noyaux et tentez de l’ouvrir avec un couteau avec précaution, pour ne pas abîmer la semence, ou la faire sécher pour faciliter l’ouverture. Ensuite, prenez votre sac et insérez l’eau de façon que la moitié de la graine soit trempée. Finalement refermez l’ouverture du sac et attendre. Au bout de 4-14 jours, des racines apparaîtront.

#### La protection sanitaire
La maladie des taches noires ou bactériose du manguier (Xanthomonas campestris pv. mangiferaeindicae) est classée maladie de quarantaine. Toute introduction à partir d'une zone infestée (Asie, Océan Indien, Australie, Brésil) est proscrite.

## Ennemis

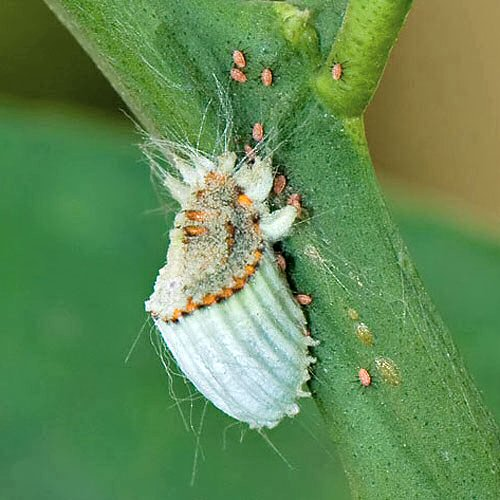
Exemple de cochenille, ici sur le citronnier. Attaque les vaisseaux conducteurs de la plante.

La mangue est sujette à de nombreux champignons tels que l'anthracnose ou parasites tels que :
- la mouche de la mangue ;
- le charançon du noyau de la mangue ;
- le papillon de nuit (hétérocère) ver mopane, Gonimbrasia belina (Saturniidae) ,
- certaines mouches des fruits telles que Ceratitis cosyra qui est l’espèce dominante des cératites en Afrique de l’Ouest au niveau des vergers de manguiers (sauf peut-être au Sénégal)[4].

| Maladie               | Organes atteints           | Traitements                                                | Époque                                                                            |
| --------------------- | -------------------------- | ---------------------------------------------------------- | --------------------------------------------------------------------------------- |
| Oidium                | Inflorescences             | Soufre, Dinocap, Dichlofluanide, Chinométhionate           | Du débourrage de l'inflorescence à la chute des pétales                           |
| Anthracnose           | Feuilles et fleurs, fruits | Captane, Manèbe, mancozèbe                                 | Floraison, 15 jours avant la récolte                                              |
| Bactériose            | Feuilles et fruits         | hydroxyde de cuivre                                        | Saison chaude et humide                                                           |
| Cochenilles           | Rameaux, fruits            | Huile blanche + Organophosphorés                           | Après taille ou à l'apparition des fruits                                         |
| Thrips                | Inflorescences             | Acrinathrine, lambda-cyhalothrine                          | de l'élongation de l'inflorescence à la nouaison                                  |
| Cécidomyie des fleurs | Inflorescences             | phosalone, Endosulfan                                      | Début de floraison puis périodiquement si attaques                                |
| Charançon du noyau    | Noyau                      | Fenthion, Diazinon                                         | Pendant l'oviposition Base des troncs                                             |
| Mouches des fruits    | fruits                     | Fenthion, Malathion, Trichlorfon pour traitement par tache | Début de maturité des premiers fruits Emploi de pièges pour traitements localisés |

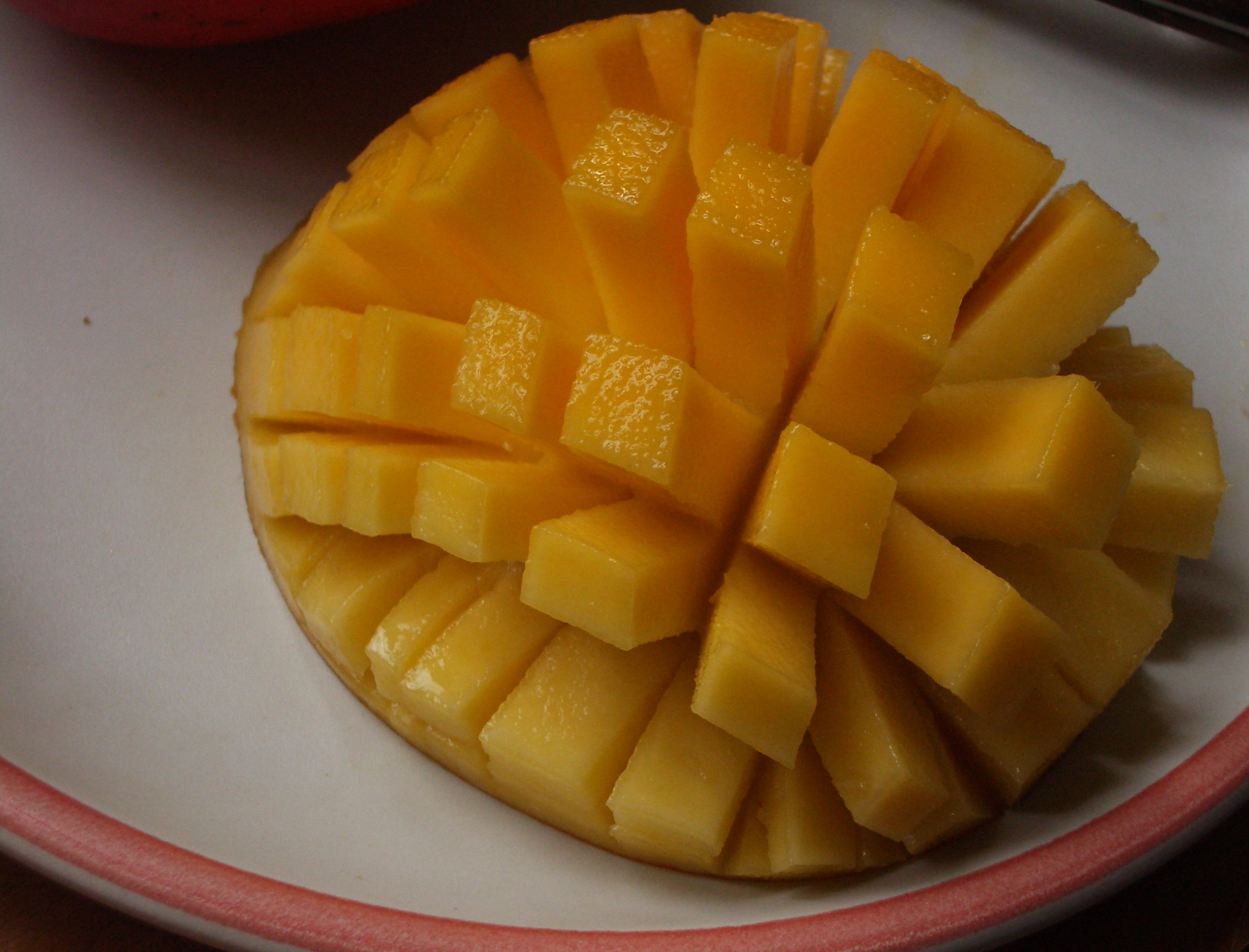
Mangue dite Vidal Kaha découpée en dés.

## Utilisations
On le cultive pour son fruit, la mangue, qui à maturité a une pulpe molle et juteuse de saveur sucrée.
Dans les Mascareignes, le fruit vert entre dans une préparation épicée, le « rougail mangue ».
En Inde, et particulièrement au Bengale, il était traditionnel de fabriquer de la teinture jaune en nourrissant le bétail d'une petite quantité de feuilles de manguier, puis en récoltant l'urine de ces animaux. Cette pratique a été abandonnée.
Le bois du manguier, dont la teinte se rapproche du noyer, est utilisé en ébénisterie.
Ses feuilles sont connues, notamment au Sénégal, pour leurs propriétés antiseptiques. On en fait du thé de feuille de manguier, infusion ou décoction en ethnomédecine asiatique et africaine, pour le traitement de la fièvre, de la diarrhée, des évanouissements, des anomalies des ganglions lymphatiques et du diabète .

## Divers
- Il existe environ 300 cultivars de manguier dont certaines sont présentes en Asie depuis 4 000 à 5 000 ans.
- On nomme parfois mangotier l'arbre non greffé. Il produit des fruits plus petits, plus fibreux et non destinés à l'exportation[6].
- La fleur de manguier, fleurissant à la fin de l'hiver, est traditionnellement associée au printemps dans la culture indienne.

## Liste des variétés
Selon Tropicos (10 septembre 2020) (Attention liste brute contenant possiblement des synonymes) :
- variété Mangifera indica var. armeniaca Bello
- variété Mangifera indica var. intermedia Bello
- variété Mangifera indica var. leiosperma Bello
- variété Mangifera indica var. macrocarpa Bello
- variété Mangifera indica var. viridis Bello